# Héliotropisme (géographie)
Pour les articles homonymes, voir Héliotropisme.
Ne doit pas être confondu avec Haliotropisme.
En géographie sociale et en démographie, l'héliotropisme est une migration climatique volontaire (migration d'aménité, contrairement à la migration climatique contrainte) caractérisée par l'attirance des populations (actives et/ou retraitées) d'un pays ou d'une région vers une région où elles considèrent la qualité de vie plus agréable en raison d'un ensoleillement plus élevé (l'attirance pour le soleil étant appelée héliophilie). Ce phénomène migratoire est parfois lié à celui du balnéotropisme qui voit des retraités choisir massivement les territoires littoraux comme lieux privilégiés de villégiature en raison de leurs aptitudes balnéaires. Lorsque le cadre de vie offert par le littoral combine l'héliotropisme et le balnéotropisme, ce phénomène est appelé hélio-balnéotropisme.
La mobilité résidentielle caractérisée par l'héliotropisme positif constaté dans différents pays au cours des dernières décennies du XXe siècle et du début du XXIe siècle, se réduirait. Une migration inverse, l'héliotropisme négatif, se déploierait en raison du réchauffement climatique, des populations quittant les régions ensoleillées victimes de canicules périodiques ou régulières.

## Exemples

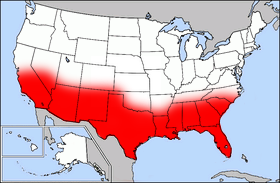
la Sun Belt aux USA

Parmi les exemples d'héliotropisme importants, on peut citer :
- Les États-Unis, avec notamment la Sun Belt. Dans ce pays, une bande littorale qui ne représente que 17 % de la surface des terres abrite plus de 50 % de la population totale (Beach 2002), et la périurbanisation continue d'y progresser plus vite que dans le reste du pays, s'étendant au début des années 2000 jusqu’à 80 km à l’intérieur des terres[3] ;
- En France, la population a aussi tendance à se déplacer vers le sud, vers la Côte d'Azur pour les personnes âgées au XXe siècle et plus largement vers Bordeaux, Lyon, Toulouse, Montpellier, Marseille ou Nice pour les populations actives. Ce sont les premières villes pour l'accroissement démographique exogène en raison de l'héliotropisme. La Bretagne (dont Rennes ou Vannes), pour des raisons touristiques est également très touchée par ce phénomène. Dans le Sud-Ouest, il en est de même pour la région Nouvelle-Aquitaine (métropole bordelaise, côte charentaise, bassin d'Arcachon, côte basque). Avant la fusion, l'ex-région Poitou-Charentes, prévoyait d'abriter en 2030 1 870 000 habitants (+ 10 % en 30 ans), en partie du fait de cet apport migratoire qui est comme presque tout le littoral français déjà victime d'un fort étalement urbain.

## Impact
L'héliotropisme est un phénomène que l'on peut détecter à l'échelle des migrations intra-européennes (sur la Côte d'Azur mais aussi sur d'autres parties du littoral méditerranéen et atlantique). Le vieillissement de la population exacerbe ce phénomène, des millions de retraités cherchant des logements et lieux de vie dans les zones littorales, jugées plus agréables à vivre. Cette forme de migration pose des problèmes complexes sur le plan de la prospective puisqu'elle exacerbe les risques de surmortalité liés aux canicules[réf. nécessaire], et crée des tensions socio-économiques et spéculatives sur les territoires, paysages et écosystèmes choisis par ceux qui recherchent le « soleil ». Le prix des logements et terrains tend à augmenter fortement, au détriment des populations locales, en particulier les jeunes voulant s'installer et vivre au pays.